# Йохан III (Бавария)
Йохан III Безпощадния (на немски: Johann III. Ohnegnade; * 1374, Льо-Кенуа; † 6 януари 1425, Хага) от династията Вителсбахи, е княз-епископ на Лиеж от 1390 до 1418 г. и херцог на Щраубинг-Холандия от 1404 г. до смъртта си.

## Произход
Той е третият син на херцог Албрехт I Баварски (1347 – 1404) и на Маргарета от Линитц-Бриг, внучка на бохемския крал Венцел II. Внук е по бащина линия на император Лудвиг IV Баварски и втората му съпруга Маргарета I Холандска. По-малък брат е на Албрехт II и Вилхелм II.

## Управление
На 14 ноември 1389 г., петнадесетгодишният Йохан, с помощта на папа Бонифаций IX, е избран за епископ на Лиеж, след това е княз-елект. Той се надява на светско владение. Ангажира се във френската политика.
От 1397 г. е наследник на рано починалия му брат Албрехт II като щатхалтер на Щраубинг. През повечето време Йохан е в Лиеж, но се интересува от развитието на херцогството. Той прави голям мраморен висок гроб за брат си Албрехт II в Щраубинг.
Брат му Вилхелм умира неочаквано на 31 май 1417 г. и Йохан III става регент на шестнадесетгодишната му единствена дъщеря – наследничка Якоба. Йохан III напуска през 1418 г. Лиежката си епископия и Щраубинг, през 1420 г. сваля от власт Якоба и поема управлението на Нидерландия. След това той взема и нидерландските графства.
През 1422 г. Йохан кани художника Ян ван Ейк да изрисува резиденцията му в Хага.
Йохан III умира на 6 януари 1425 г. от отравяне. Неговият хофмаршал Ян ван Влит намазал с отрова страниците на херцогската книга с молитви и затова е екзекутиран още през 1424 г.
След неговата смърт херцогството Щраубинг-Холандия се разпада. Нидерландските територии попадат според наследствен договор от 1424 г. при Филип Бургундски, Щраубинг се разделя през 1429 г. между частичните вителсбахски херцогства Бавария-Мюнхен, Бавария-Инголщат и Бавария-Ландсхут.

## Брак
През 1418 г. херцог Йохан III се жени за Елизабет от Гьорлиц (1390 – 1451), херцогиня на Гьорлиц и Люксембург, вдовица на Антон от Бургундия, херцог на Брабант (1384 – 1415). Те нямат деца.